# Aloe imalotensis
Aloe imalotensis ist eine Pflanzenart der Gattung der Aloen in der Unterfamilie der Affodillgewächse (Asphodeloideae). Das Artepitheton imalotensis verweist auf das Vorkommen der Art im Imaloto-Tal auf Madagaskar.

## Beschreibung

### Vegetative Merkmale
Aloe imalotensis wächst stammlos oder kurz stammbildend, ist einfach oder verzweigt und bildet kleine Gruppen. Die niederliegenden Triebe erreichen eine Länge von bis zu 20 Zentimeter und sind 3 Zentimeter dick. Die 20 bis 24 sehr fleischigen, eiförmig-spitzen Laubblätter bilden eine dichte Rosette. Die trüb gräulichgrüne, rot überhauchte, undeutlich linierte Blattspreite ist bis zu 30 Zentimeter lang und 12 bis 15 Zentimeter breit. Der rosafarbene bis rötliche, knorpelige Blattrand ist 1 Millimeter breit. Die deltoiden oder stumpfen, rosafarbenen Zähne am Blattrand sind 1 bis 1,5 Millimeter lang und stehen 1 bis 4 Millimeter voneinander entfernt. Manchmal fließen die Randzähne zusammen. Der Blattsaft ist trocken gelb.

### Blütenstände und Blüten
Der Blütenstand weist zwei bis vier Zweige auf und erreicht eine Länge von 50 bis 60 Zentimeter. Die ziemlich dichten, zylindrischen, leicht spitz zulaufenden Trauben sind 10 bis 20 Zentimeter lang und 7 Zentimeter breit. Die eiförmig-spitzen Brakteen weisen eine Länge von 7 bis 10 Millimeter auf und sind 3 bis 4 Millimeter breit. Die korallenroten Blüten stehen an 15 bis 18 Millimeter langen Blütenstielen. Die Blüten sind 30 bis 34 Millimeter lang und an ihrer Basis kurz verschmälert. Auf Höhe des Fruchtknotens weisen sie einen Durchmesser von 6 Millimeter auf. Darüber sind sie sehr leicht verengt und schließlich zur Mündung leicht erweitert. Ihre Perigonblätter sind fast nicht miteinander verwachsen. Die Staubblätter und der Griffel ragen 1 bis 2 Millimeter aus der Blüte heraus.

## Systematik und Verbreitung
Aloe imalotensis ist auf Madagaskar auf Felsvorkommen, Sandstein oder Schieferton in Höhen von 270 bis 770 Metern verbreitet.
Die Erstbeschreibung durch Gilbert Westacott Reynolds wurde 1957 veröffentlicht.
Synonyme sind Aloe deltoideodonta var. contigua H.Perrier (1926), Aloe contigua (H.Perrier) Reynolds (1958), Aloe deltoideodonta f. latifolia H.Perrier (1938, nom. inval. ICBN-Artikel 36.1), Aloe deltoideodonta f. longifolia H.Perrier (1938, nom. inval. ICBN-Artikel 36.1) und Aloe deltoideodonta subf. variegata Boiteau ex H.Jacobsen (1954, nom. inval. ICBN-Artikel 36.1).
Es werden folgende Varietäten unterschieden:
- Aloe imalotensis var. imalotensis
- Aloe imalotensis var. longeracemosa J.-B.Castillon

Aloe imalotensis var. longeracemosa

Aloe imalotensis var. longeracemosa wächst stammlos und bildet kleine Gruppen. Die zehn bis zwölf Laubblätter sind für gewöhnlich ausgebreitet und sehr breit eiförmig-dreieckig. Die hellgrüne bis blass bräunliche Blattspreite ist 25 Zentimeter lang und 15 Zentimeter breit. Sie ist in der Regel mit zahlreichen kleinen runden blassen Flecken bedeckt. Der Blattrand ist gewellt. Die Blütentrauben sind ziemlich locker. Die roten Blüten sind 25 Millimeter lang. Die Varietät ist nur vom Typusfundort in der Nähe des Dorfes Mahaboboka bekannt und wächst in einer Höhe von 350 Metern. Die Erstbeschreibung durch Jean-Bernard Castillon wurde im Jahr 2000 veröffentlicht.

## Nachweise